# Zinnia
Zínnia és un gènere de plantes amb flor de la família Asteraceae.

## Característiques
Són plantes anuals i perennes originàries de l'Amèrica Central i del sud. Hi ha unes 20 espècies molt apreciades com a plantes de jardí i de test. Les flors són solitàries, generalment de colors vius, i atreuen molt les papallones.
El nom del gènere prové del botànic alemany Johann Gottfried Zinn (1727–1759).

## Taxonomia
- Zinnia acerosa (DC.) A. - zínnia del desert
- Zinnia angustifolia - zínnia de fulla estreta
- Zinnia anomala
- Zinnia bicolor
- Zinnia elegans - clavell de paper
- Zinnia grandiflora Nutt. - zínnia de les Muntanyes Rocoses
- Zinnia haageana
- Zinnia linearis
- Zinnia maritima
  - Zinnia maritima var. maritima
  - Zinnia maritima var. palmeri (Gray) B.L.
- Zinnia peruviana (L.) L. - zínnia del Perú
- Zinnia pumila (=Zinnia acerosa (DC.) A. Gray)
- Zinnia violacea Cav.(=Zinnia elegans Jacq.)

## Galeria

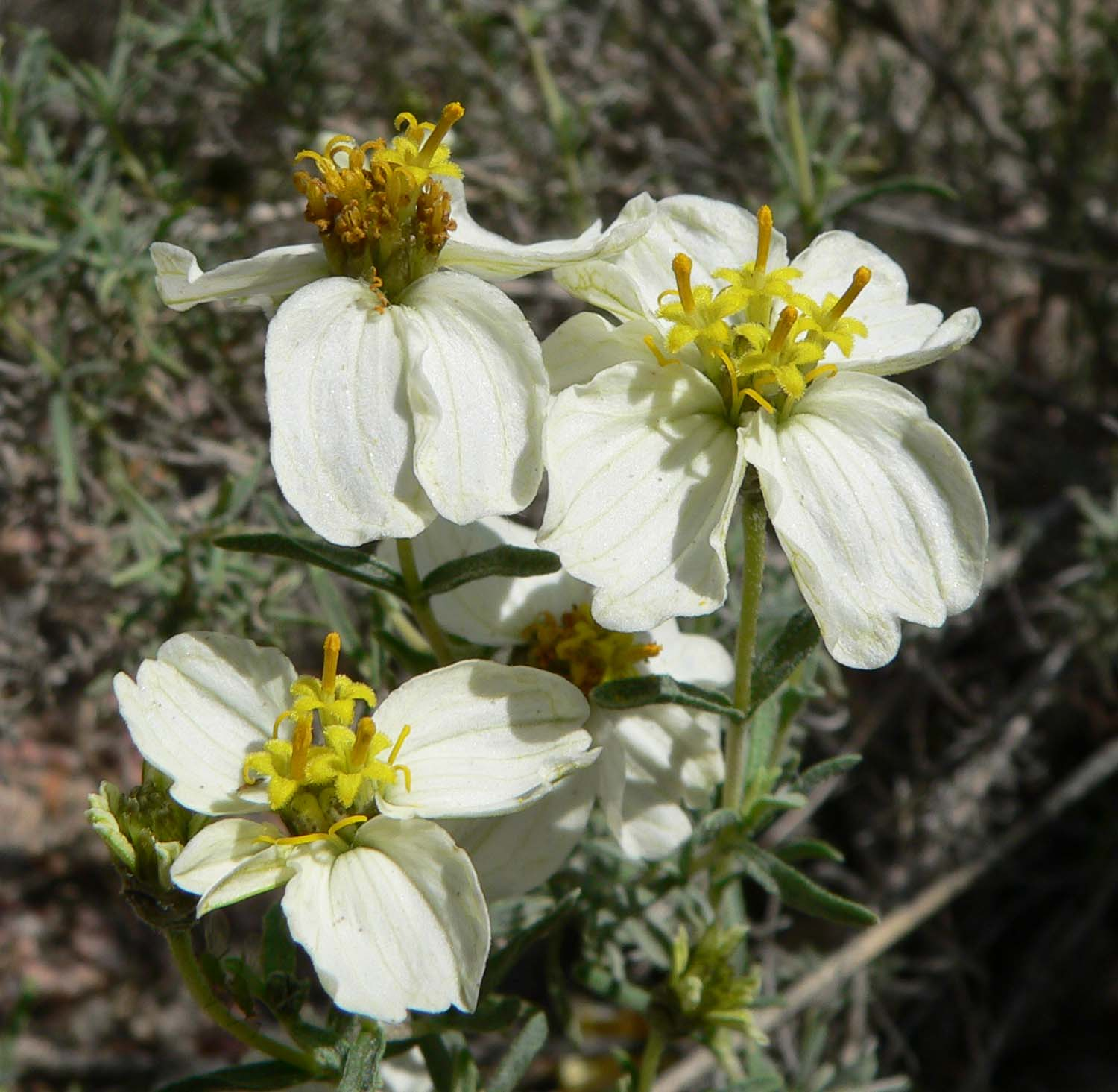
Zinnia acerosa
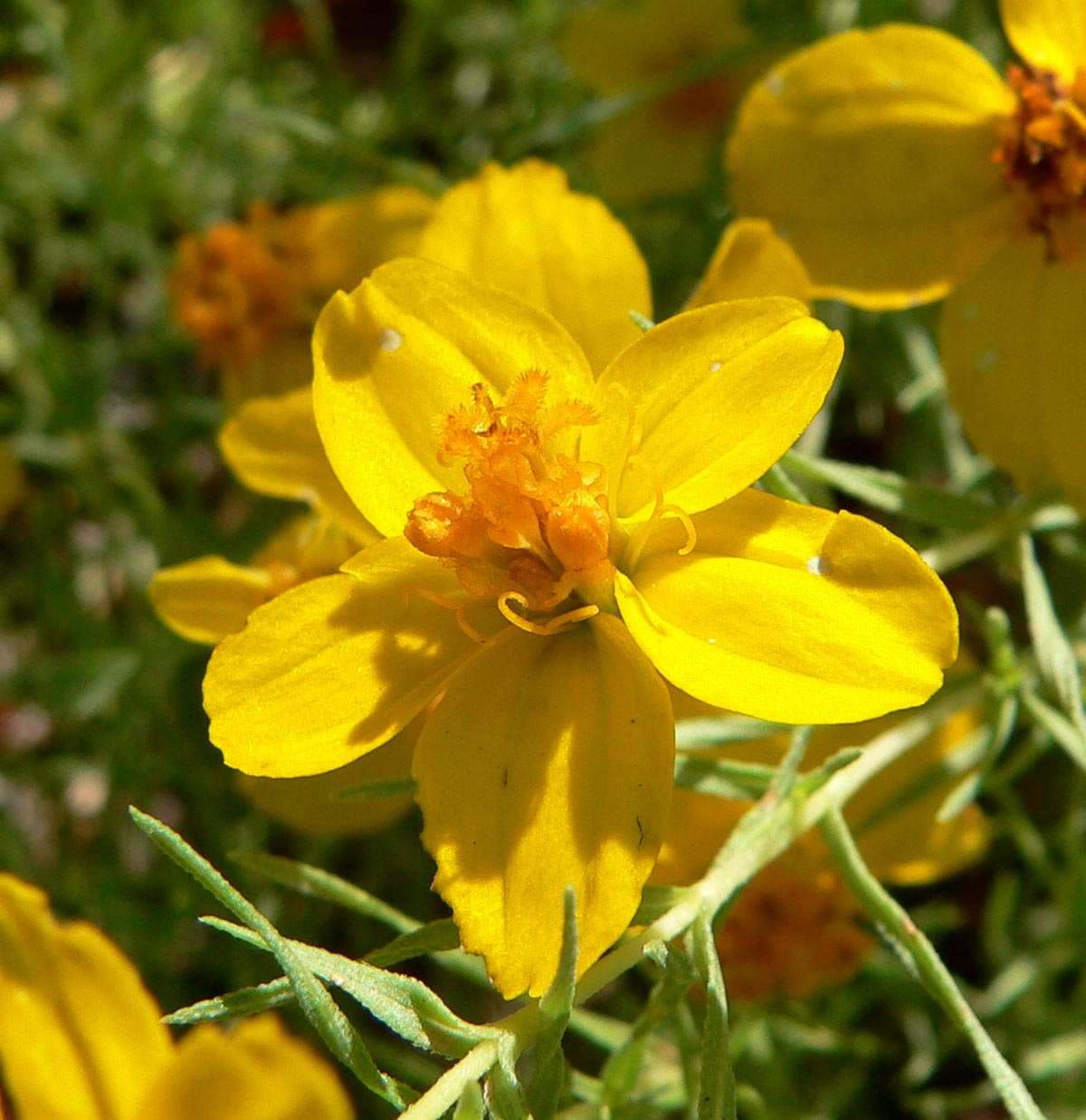
Zinnia grandiflora
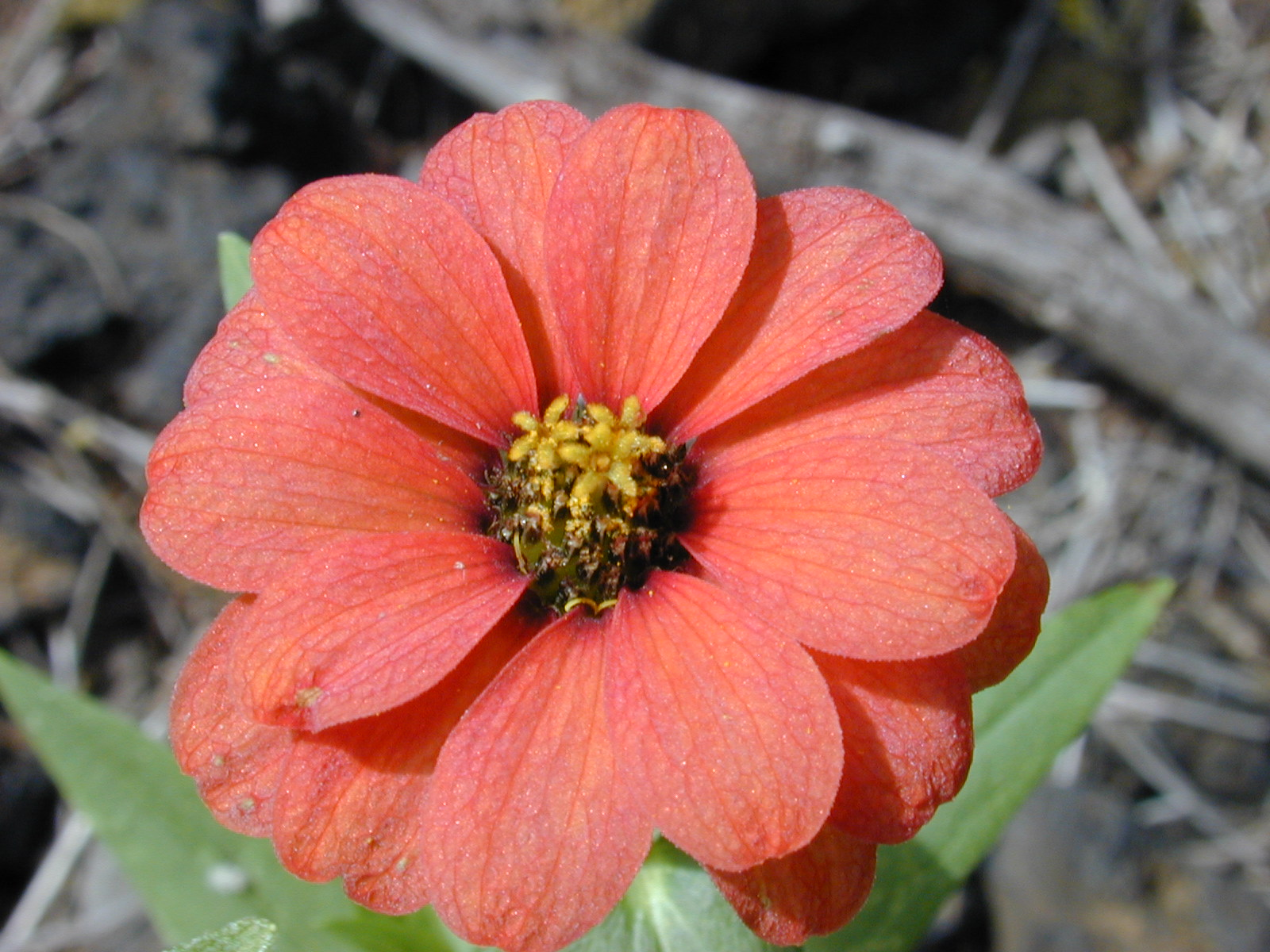
Zinnia peruviana
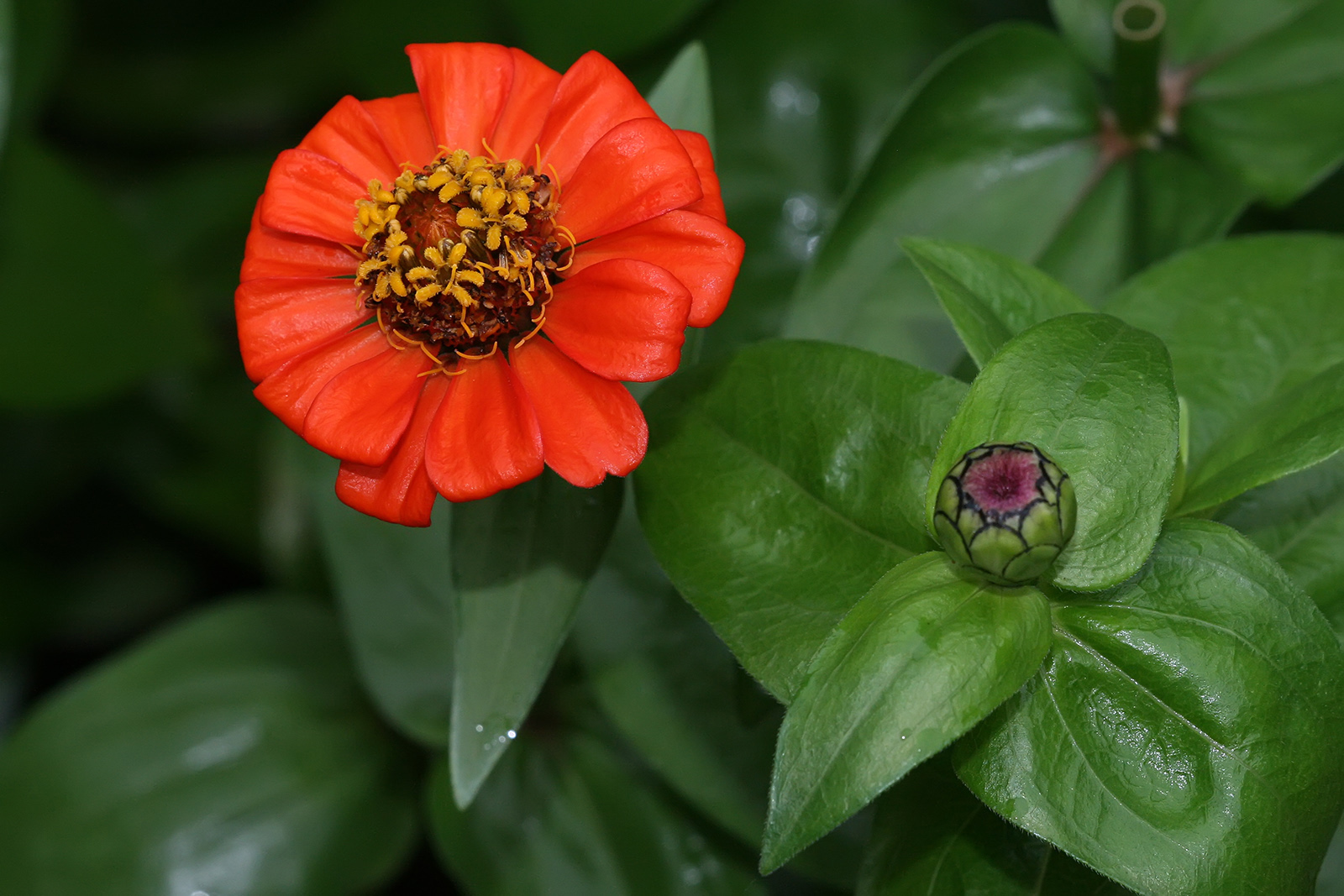
Zinnia x hybrida
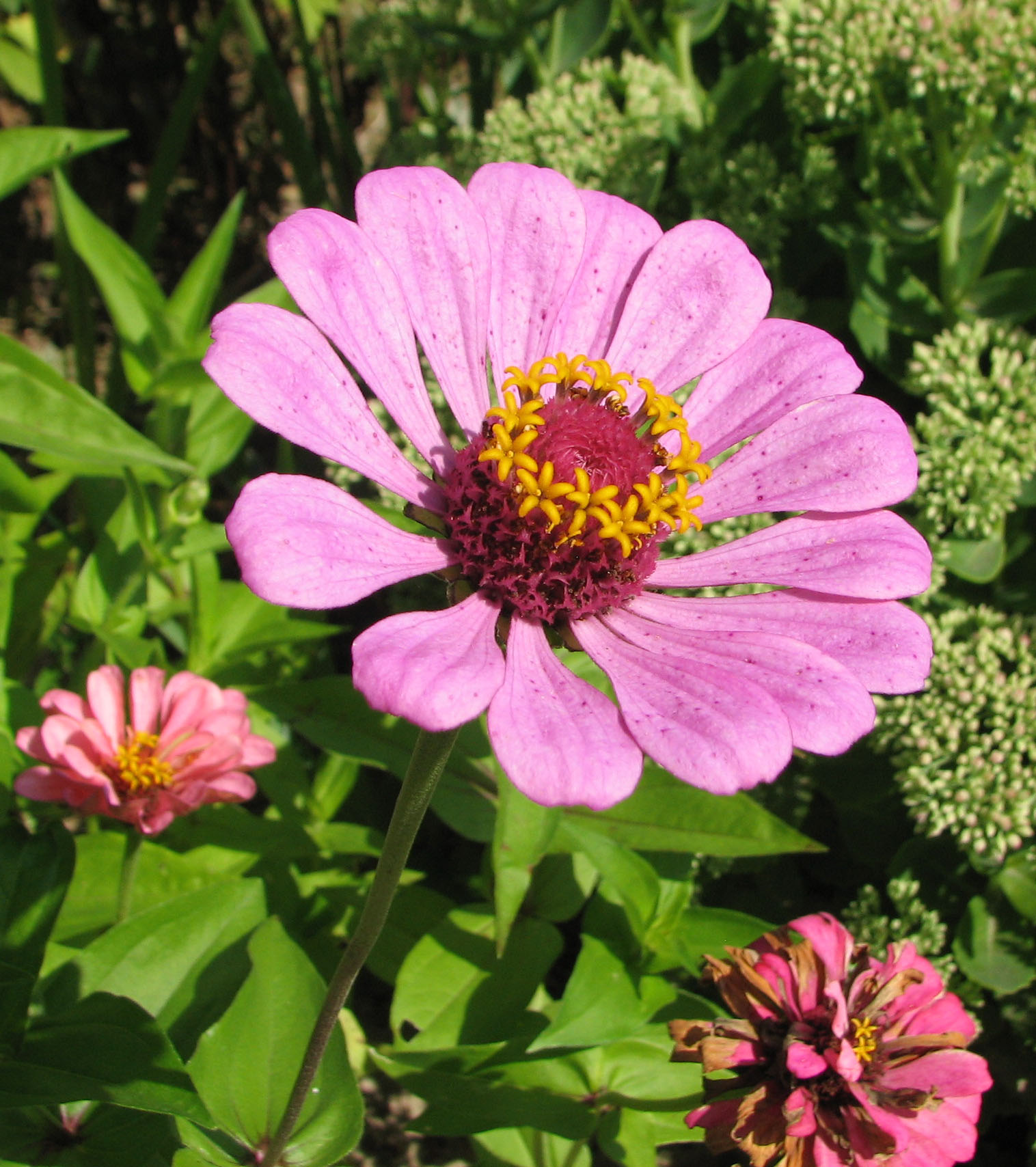
Zinnia elegans
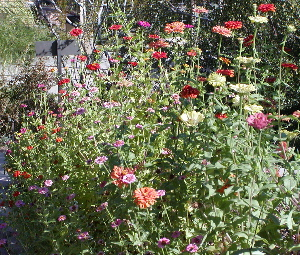
Zínnies a un jardí